# Ахметов, Илья Фаритович
Илья Фаритович Ахметов (род. 12 ноября 1991, Курган) — российский хоккеист, центральный нападающий. В настоящее время является игроком казахстанского клуба «Кулагер», выступающего в ОЧРК.

## Биография
Родился 12 ноября 1991 года в городе Кургане. Воспитанник курганской школы хоккея и мини-футбола. Окончил среднюю школу № 20 города Кургана. В 2016 году играл в составе мини-футбольной команды «ЗАО-д», г. Курган.
В сезоне 2015-16 играл за «Рубин» из Тюмени.
С 2016 года является игроком казахстанского клуба «Кулагер». Автор победного броска в финале Кубка Казахстана 2016 года.

## Достижения
- Обладатель Кубка Регионов 2012/2013
- Обладатель Кубка Казахстана 2016, 2017
- Бронзовый призер Чемпионата Казахстана 2018/2019
- Финалист Кубка Казахстана 2019
- Лучший нападающий Кубка Казахстана 2019